# 高崎ジャンクション

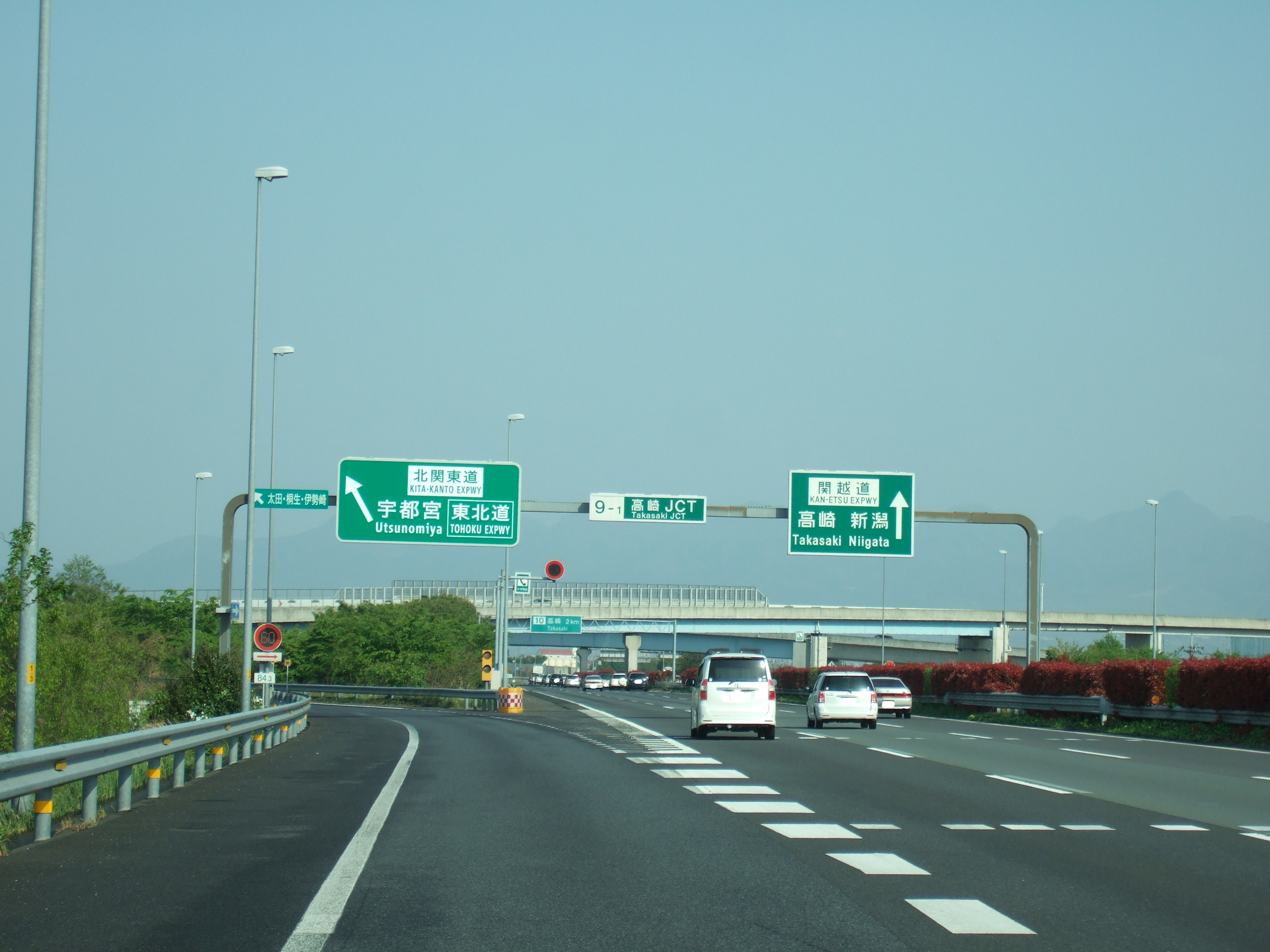
関越自動車道下り線分岐付近

高崎ジャンクション（たかさきジャンクション）は、群馬県高崎市上滝町にあるジャンクション。関越自動車道と北関東自動車道（群馬-栃木区間）とを接続している。
真下には群馬県道13号前橋長瀞線（バイパス）と群馬県道24号高崎伊勢崎線との交差点がある。

## 歴史
- 2001年（平成13年）3月31日：北関東自動車道・高崎JCT - 伊勢崎IC間開通に伴い、供用開始[2]。
- 2014年（平成26年）2月22日：高崎玉村SIC供用開始に伴い、当JCT番号を「9-2」に変更。

## 接続する道路
- E17 関越自動車道（9-2番）
- E50 北関東自動車道(9-2番)

## 隣
E17 関越自動車道
(9)藤岡JCT - (9-1)高崎玉村SIC - (9-2)高崎JCT - (10)高崎IC
E50 北関東自動車道
(9-2)高崎JCT - (1)前橋南IC